# Gens (Rome antique)
Pour les articles homonymes, voir Gens.
Une gens,, (prononcer : \ɡɛns\  ; pluriel latin : gentes, \ɡɛntɛs\) est, dans le système social romain, un groupe familial patrilinéaire portant le même nom, le gentilice (en latin : nomen gentilicium).

## Sens premier
Le mot gens avait comme sens premier celui de peuple, de race, et c'est dans ce sens-là qu'on l'emploie dans l'expression ius gentium (ou jus gentium) : le droit qui règle les rapports entre les peuples différents. Le peuple ou gens était divisé en nations (nationes), elles-mêmes divisées en cités (civitates).

## Groupe familial
La structure clanique de la gens, lorsqu'elle était nombreuse, s'est divisée au cours du temps en diverses « familles » (familiæ), qui se distinguaient par un cognomen désignant les diverses branches. Différentes gentes descendant d'un ancêtre commun par voie féminine étaient réunies dans un but politique et surtout religieux au sein d'une curie (les curies correspondaient aux phratries en Grèce).
La gens vivait, à l'origine, sous l’autorité d’un chef qu'on désigne, malgré l'absence de sources antiques, sous le nom de pater gentis ou de magister gentis, interprète de la volonté divine, prêtre, juge et chef.
Ce rôle religieux a été rempli également au sein de chaque « familia » par son chef le pater familias.
À la gens sont associés des esclaves, parfois peu nombreux, parfois en nombre important dans les latifundia, et des clients, libres, possédant parfois un lopin de terre et qui se mettaient sous la tutelle de personnages plus importants.
Les gentes les plus anciennes faisaient remonter leur origine aux familles accompagnant Romulus lors de la fondation de Rome. Leurs membres respectifs se réunissaient et exécutaient des rites religieux en commun. À l’origine, la propriété était collective, mais chaque chef de famille possédait à l'époque de la Royauté romaine un heredium de deux jugères (1/2 hectare). Les gentiles sont de rudes paysans, surtout éleveurs.
D'autres gentes s'installèrent à Rome au début de la République, tels les Claudii, originaires de Sabine, ou les Atilii, originaires de Campanie.
De toutes les gentes maiores, ou majores (les plus illustres gentes patriciennes de la République), les Cornelii survivent le plus longtemps. En effet, les Fabii patriciens disparaissent des fastes en 34, les Æmilii s'éteignent en 39, les Claudii en 68 et les liens des Valerii postérieurs aux Julio-Claudiens avec les Valerii patriciens sont contestés. Les Cornelii disparaissent des fastes consulaires sous Marc Aurèle, avec Servius Cornelius Scipio Salvidienus Orfitus, consul en 178, descendant des Lentuli et des Scipions. Il est le dernier représentant du patriciat républicain ancestral.

## Liste desgentesconnues
(Note: liste non-exhaustive, à compléter)
- Abronia
- Aburia
- Accia
- Accoleia
- Acerronia
- Acilia
- Actoria
- Acutia
- Aebutia
- Aedinia
- Aelia
- Æmilia
- Afrania
- Albinia
- Albucia
- Aliena
- Amatia
- Ampia
- Anicia
- Annaea
- Annia
- Antestia/Antisitia
- Anita
- Antonia
- Aurelia
- Avidia
- Baebia
- Caecilia
- Cassia
- Claudia
- Cornelia
- Domitia
- Egnatia
- Fabia
- Flavia
- Furia
- Horatia
- Iuilia (ou Julia)
- Iunia
- Licinia
- Pompeia
- Sempronia
- Septimia
- Sulpicia
- Ulpia
- Valeria
- Venilia
- Vitellia